# NGC 5950
NGC 5950 ist eine Balken-Spiralgalaxie vom Hubble-Typ SBb im Sternbild Bärenhüter am Nordsternhimmel. Sie ist rund 123 Millionen Lichtjahre von der Milchstraße entfernt und hat einen Durchmesser von etwa 55.000 Lichtjahren. 
Entdeckt wurde das Objekt am 21. Juni 1882 von Édouard Stephan.